# Gynoplistia (Gynoplistia) leucopeza
Gynoplistia (Gynoplistia) leucopeza is een tweevleugelige uit de familie steltmuggen (Limoniidae). De soort komt voor in het Neotropisch gebied.